# Połuszka

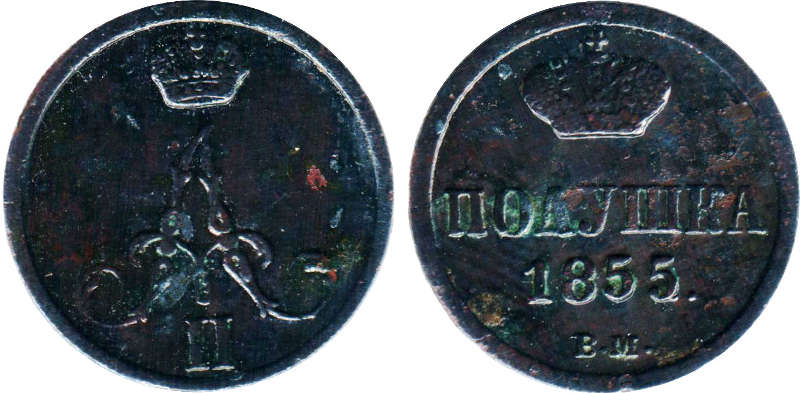

Połuszka – moneta rosyjska o wartości ½ diengi lub ¼ kopiejki, bita od XV w. do 1645 r. w srebrze, następnie w latach 1700–1867  w miedzi, jako ¼ kopiejki do 1916 r., przedstawiająca na awersie dwugłowego orła lub monogram carski, a na rewersie nazwę nominału w cyrylicy.
Połuszka nazywana była również półdiengą.